# (6396) Schleswig
(6396) Schleswig (1991 AO3) – planetoida z pasa głównego asteroid okrążająca Słońce w ciągu 3,7 lat w średniej odległości 2,39 j.a. Odkryta 15 stycznia 1991 roku.